# Quipu

Quipu Inca. Col·lecció del Museu Larco.

El quipu (del quítxua: khipu, «nus») era un estri per dur el registre i comptabilitat utilitzat en l'Imperi Inca i per la societat precedent en la regió andina. Els quipus estaven fets normalment de pèl filat de llama o alpaca que s'acolorien i es trenaven. També podria tractar-se de cordons de cotó. Després en aquests cordells es codificaven valors numèrics en un sistema posicional de base decimal. Els quipus podien tenir des d'uns quants cordells fins a vora 2000.
Se sap que va ser usat com un sistema de comptabilitat pels quipucamayoc (del quítxua: khipu kamayuq «el que fa parlar els nusos»), administradors de l'Imperi Inca. Certs autors han proposat que podria haver estat usat també com una forma d'escriptura, hipòtesi sostinguda entre altres per l'enginyer William Burns Glynn.
S'han trobat quipus des de la Huaca de San Marcos, fins a Cerro de Oro, corresponent aquests a la cultura wari. Actualment es conserven en museus al voltant de 750 quipus.

## Estructura
El quipu consta d'una corda principal sense nusos de la qual pengen altres cordes generalment nuades i de diversos colors, formes i mides. Pot haver cordes sense nusos, com també cordes que no es pengen de la principal sinó de la secundària (cordes secundàries). Els especialistes contemporanis pensen que els colors i potser la forma de trenat de les cordes indiquen els objectes, mentre que els nusos farien referència a les quantitats, incloent el nombre zero. Entre els quipus coneguts hi ha una gran varietat de grandària i complexitat, que van des dels molt simples fins als que tenen més de mil cordes.
Marcia i Robert Ascher, de la Universitat de Michigan van analitzar diversos centenars de quipus, comprovant que la major part de la seva informació és numèrica. Cada grup de nusos és un dígit i hi ha tres tipus principals de nusos:
- Simples, nus d'una volta (representat per una «s» en el sistema d'Ascher);
- Llargs, consistents en un nus amb una o més voltes addicionals (representat per una «L» en el sistema d'Ascher);
- Amb forma de 8, (representat per una «E» en el sistema d'Ascher).

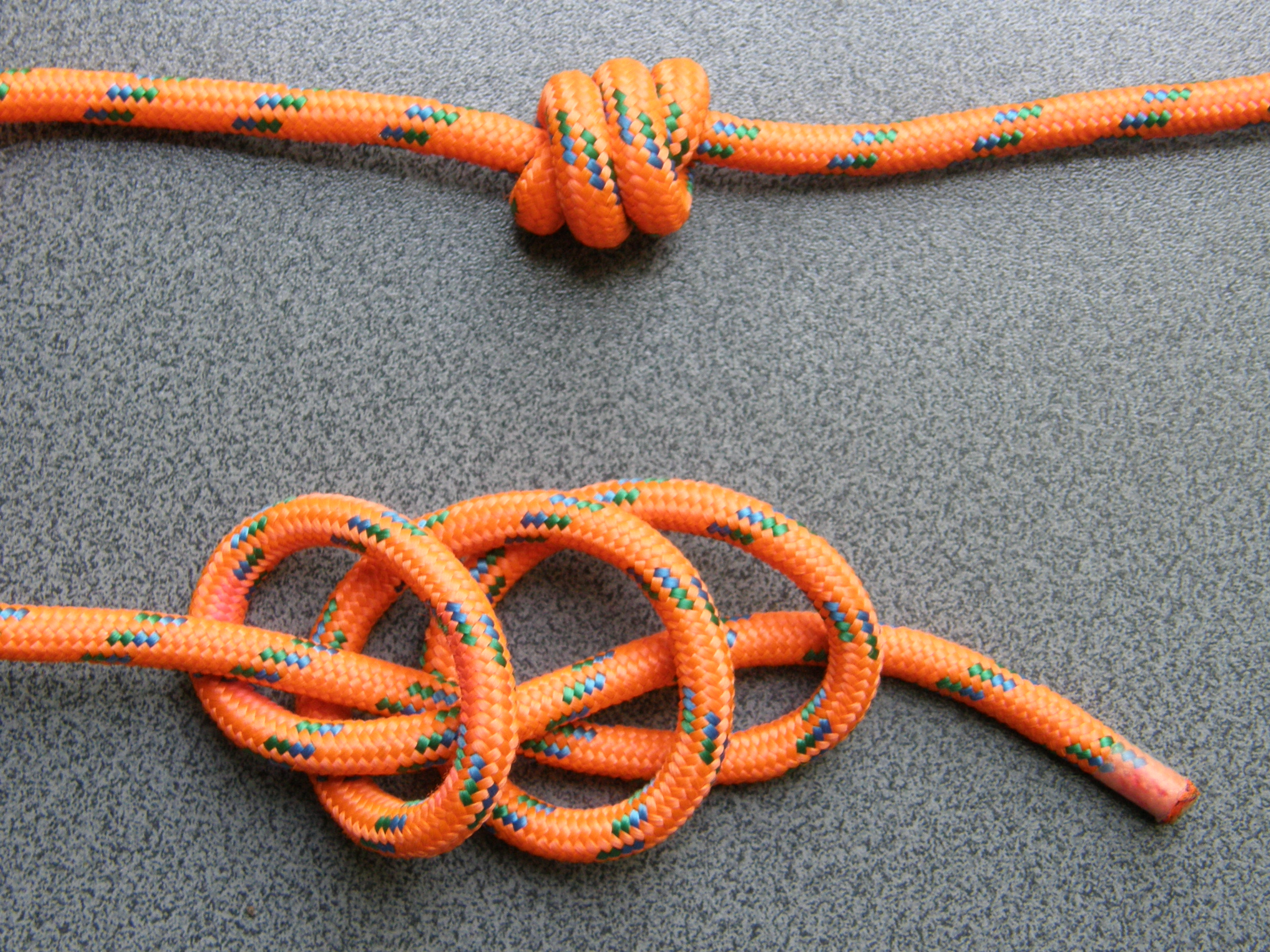
Simple (s).
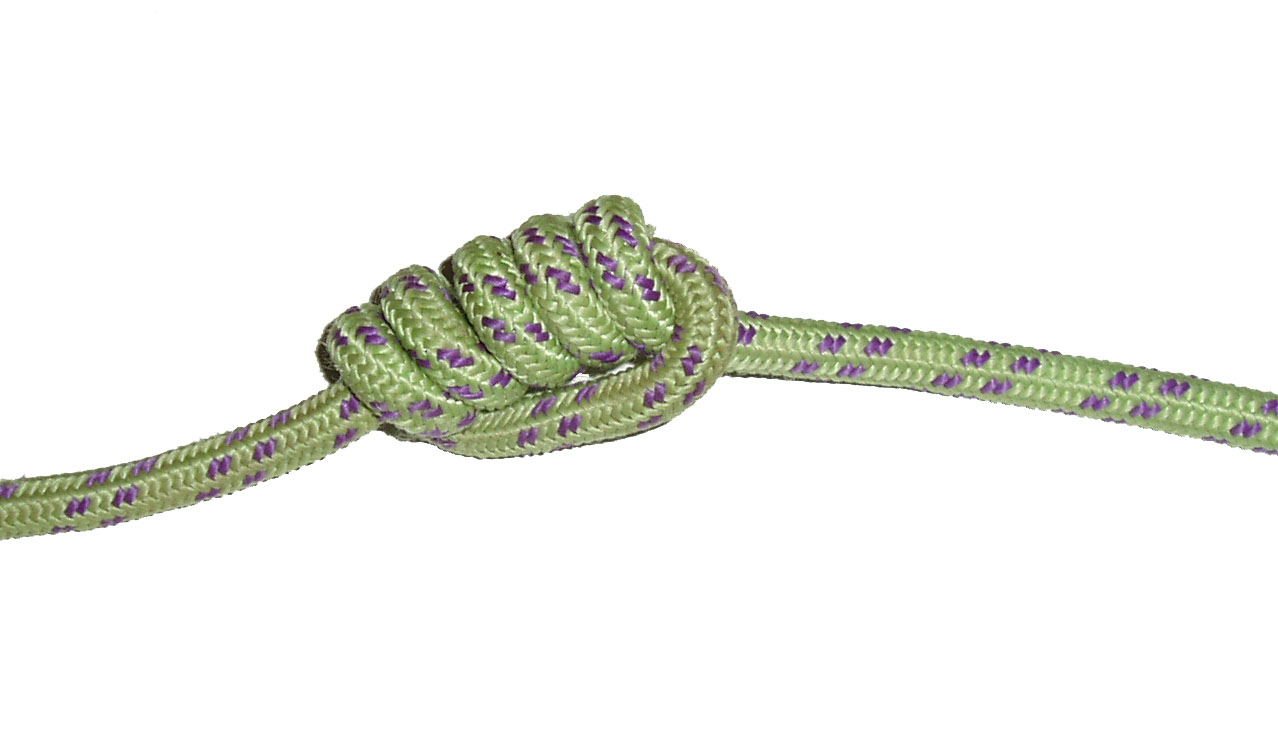
Llarg (L).
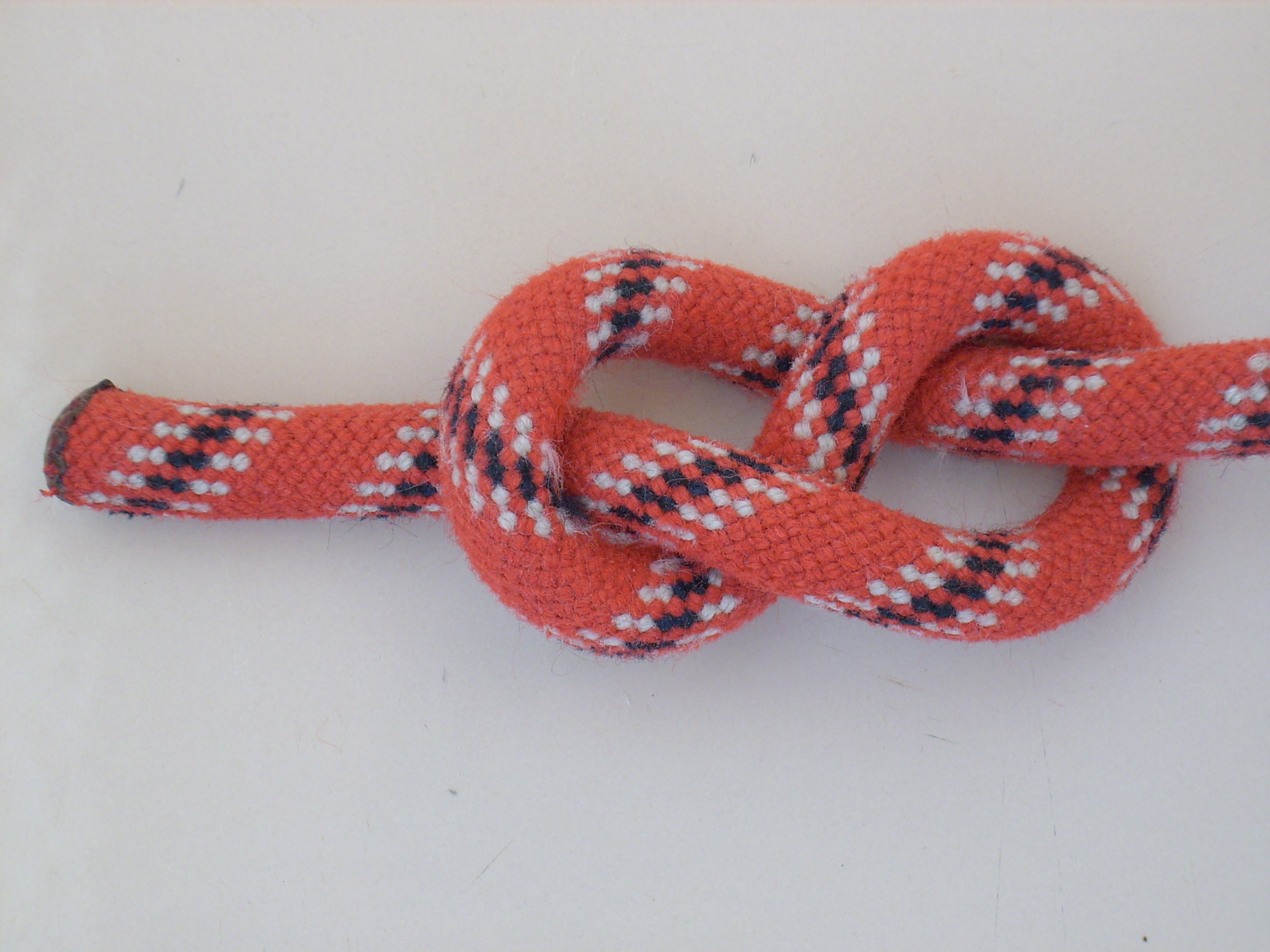
Amb forma de 8 (E).

En el sistema d'Ascher existeix un quart tipus de nus, amb forma de vuit amb una volta extra, és representat per «EE».
Un nombre és representat per una seqüència de grups de nusos en base decimal.
- Les potències de deu es mostren una posició al llarg de la cadena i aquesta posició està alineada entre els capítols successius.
- Els dígits en les posicions decimals i per a les potències superiors estan representats per grups de nusos simples (per exemple, 40 és quatre nusos simples en una fila en la posició desena).
- Els dígits en les posicions d'unitats són representats per nusos llargs (per exemple, 4 és un nus amb 4 voltes). A causa de la manera com els nusos es lliguen, el dígit 1 no pot ser mostrat d'aquesta manera i està representat en aquesta posició per una figura en forma de vuit.
- El zero és representat per l'absència d'un nus a la posició apropiada. (Representat per una «X» en el sistema d'Ascher)
- Com que el dígit de les unitats es mostra en una forma distintiva, és clar on un nombre acaba. Un capítol en un quipu per tant pot contenir diversos nombres.

Exemples en el sistema d'Ascher:
- El nombre 731 estaria representat per 7s, 3s, L;
- El nombre 804 estaria representat per 8s, X, 4L;
- El nombre 107 seguit del nombre 51 es representaria per 1s, X, 7L, 5s, E.

Aquesta lectura pot ser confirmada per un fet afortunat: els quipus regularment contenen sumes de manera sistemàtica. Per exemple, una corda pot contenir la suma de les següents cordes i aquesta relació es repeteix a tot el quipu. A vegades també hi ha sumes de sumes.
Algunes de les dades no són nombres, sinó el que els Ascher els anomenen etiquetes numèriques. Es componen de dígits, però el nombre resultant sembla utilitzat com un codi, com ara els que fem servir per identificar persones, llocs o coses. Al desconèixer el context dels quipus individuals, és difícil endevinar el que aquests codis signifiquen. Altres aspectes del quipu podrien haver comunicat també informació, per exemple: codi de colors, ubicació relativa de les cordes, l'espaiat i l'estructura de les cordes i cordes secundàries.

### Colors
| COLOR   | SECTOR    |
| ------- | --------- |
| Marró   | Govern    |
| Carmesí | Inca      |
| Morat   | Curaca    |
| Verd    | Conquesta |
| Vermell | Guerrer   |
| Negre   | Temps     |
| Groc    | Or        |
| Blanc   | Argent    |

## Us
Se sap del seu ús comptable, registre (censos, collites) i s'investiga sobre la seva utilitat com a sistema de representació lingüística i de memòria (història, cançons i poemes) com també per comptar el bestiar. Unantic instrument inca de registre i de comunicació consistia en una llarga cordade la qual penjaven 48 cordes secundàries i diverses altres subjectes a les anteriors. Els nusos que es feien en les cordes representaven les unitats, les desenes i les centenes; i la manca de nusos, el zero.
Una mostra de quipu (VA 42527, Museum für Völkerkunde, Berlín), prèviament estudiada per Gary Urton, comporta una divisió per quadrants poc comú. En un estudi publicat per Alberto Sáez-Rodríguez es van obtenir les coordenades corresponents a un mapa estel·lar en dos dimensions, el qual indica la posició exacta de les estrelles més brillants del cúmul de les Plèiades. Sabent que almenys sis de les estrelles del cúmul són visibles a simple vista, el punt 7 podria correspondre a les coordenades del planeta Venus, el qual passa per davant de les Péyades cada 8 anys. Això provaria que els inques ja coneixien el maneig de les coordenades rectangulars (cartesianes).

### Comptabilitat
El seu ús com a sistema de numeració és la forma més coneguda. En aquest cas les cordes secundàries representen, cadascuna, un nombre. Els nusos van indicant les xifres segons l'ordre: les unitats es troben a major distància del cordill principal. Pablo Macera diu que el quipu era l'element matriu de la cultura inca i que el control polític es va deure en part al fet que a través d'ells podien portar un càlcul dels pobles que controlaven. Pel recompte també es recolzaven en l'ús de la yupana o àbac inca, del qual es coneix la seva existència pels cronistes però no el seu maneig específic, encara que avui dia s'ha adaptat com a instrument pedagògic, per a l'ensenyament de les matemàtiques en projectes interculturals, a Perú, Bolívia, Equador i la República Dominicana.

### Possible escriptura
Als Andes que no es coneixia l'escriptura amb caràcters sobre una superfície tal com s'entén en occident, però els quipus semblen haver estat una eficaç eina mnemotècnica en les tasques administratives de la civilització inca i que podrien també haver servit per recordar fets esdevinguts .
Diversos autors els han considerat un sistema de codificació d'informació comparable a l'escriptura, ja que és possible aconseguir més de 8 milions de combinacions gràcies a la diversitat de colors de cordes, distància entre cordes, posicions i tipus dels nusos possibles. No se sap com podria haver-se codificat el contingut textual més enllà d'algunes simples seqüències. Hi ha alguns pobles andins allunyats que esmenten tenir «escrits» en els quipus de la seva localitat.
William Burns Glynn planteja que els quipus eren llibres amb una escriptura alfanumèrica on els nombres simbolitzats en cada nus representen una consonant de la llengua quechua, i al seu torn, tenen una equivalència amb els colors de les cordes i amb els dibuixos geomètrics utilitzats en sanefes tèxtils i en la terrisseria, amb la qual cosa els converteixen en textos d'escriptura incaica.
Per a Robert i Marcia Ascher, l'escriptura en quipus estava basada en arranjaments de categorització creuada, és a dir conjunts organitzats de dades numèriques corresponents a categories, que podien representar quantitats d'objectes, servir de rètols o simplement formalitzar informació. Segons el cronista espanyol Guamán Poma de Ayala, les kapakkuna o quipus amb llistes de governants incloïen en el mateix ordre un resum dels trets del seu caràcter, el nom de la « Colla » (esposa principal), els anys que va governar i les seves principals accions.
El 12 d'agost del 2005, la revista Science va incloure el reportatge « Khipu Accounting in Ancient Peru » (Comptabilitat amb quipu a l'antic Perú) de l'antropòleg Gary Urton i del matemàtic Carrie J. Brenzine, segons el qual per primera vegada s'hagués desxifrat un element no numèric en un quipu: una seqüència de 3 nusos en forma de 8 al començament d'un quipu que podria significar un topònim per al poble de Puruchuco.

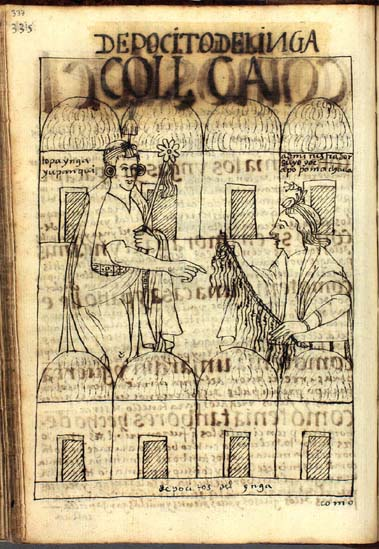
Il·lustració del cronista Guamán Poma de Ayala en El Primer Nueva Coronica y Buen Gobierno (c. 1615).
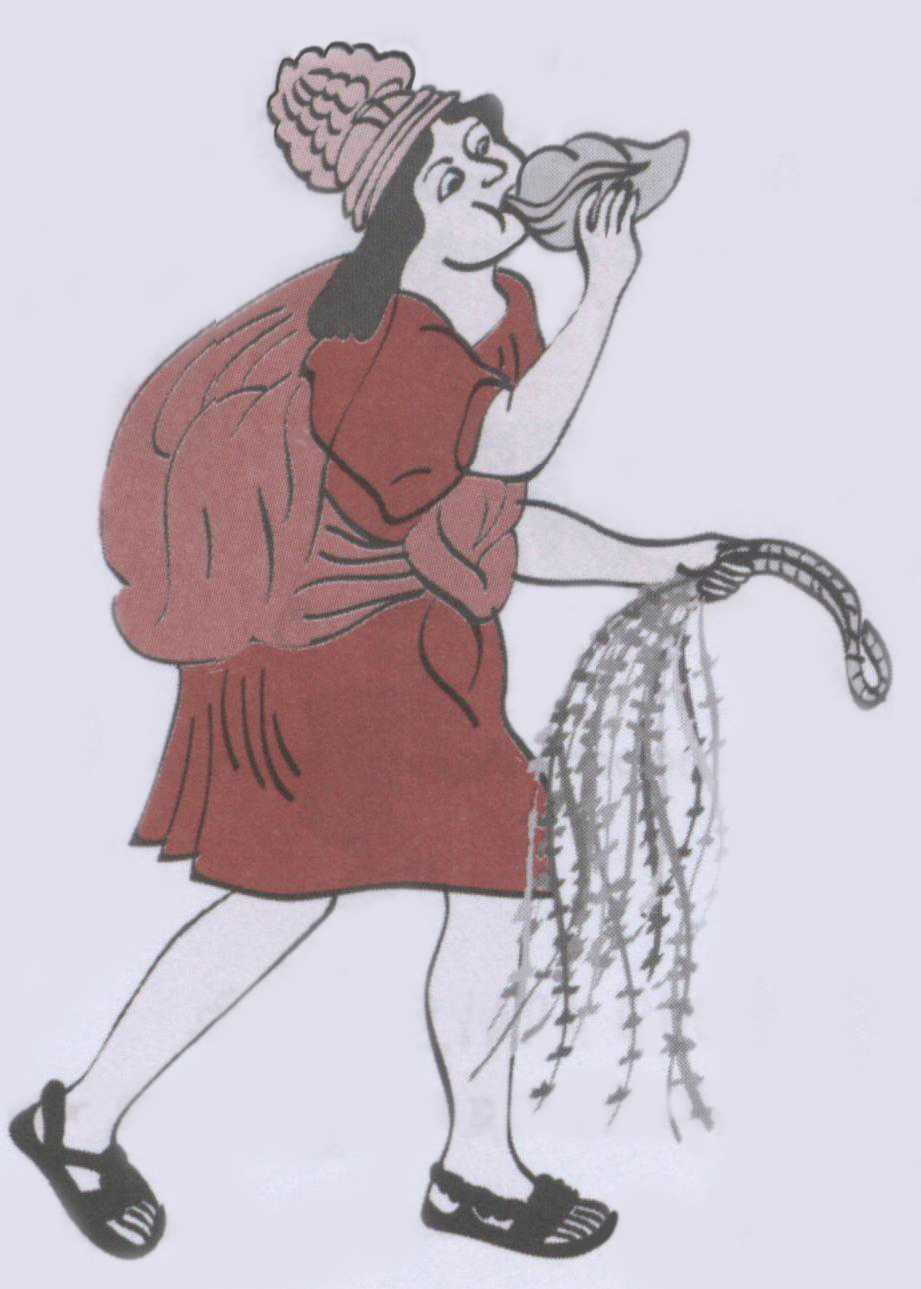
Grabat (Felipe Guamán Poma de Ayala - 1616) mostrant un chasqui, missatger inca, amb un quipus a la mà esquerra.

## Els quipucamayoc
És sabut que només els quipucamayoc (del quítxua: khipu kamayuq « el que fa parlar els nusos »)  només els coneixien l'ús dels quipus. Aquests eren recolzats per les qullqa kamayuqkuna, que ordenaven els magatzems o tambos. Generalment el khipu kamayuq era un home ancià, mentre que la qullqa kamayuqkuna era una dona, i tots dos possiblement havien estat parella de més joves. Eren les persones encarregades de registrar els esdeveniments i portar les estadístiques d'un complex estat inca de dos milions de quilòmetres quadrats i més de 12 milions d'habitants. Els quipus van ser coneguts pels cronistes, que van parlar detingudament d'ells i van emprar la informació que contenien, interpretada i proporcionada pels khipu kamayuqkuna, especialitzats en el seu maneig. Segons José de Acosta (1590):
| « | Són quipus uns memorials o registres fets de ramals, en què diversos nusos i diversos colors signifiquen diverses coses. És increïble el que en aquesta manera van aconseguir, perquè com els llibres poden dir d'històries, i lleis, i cerimònies i comptes de negocis, tot això supleixen els quipus tan puntualment, que admiren. | » |

## Història

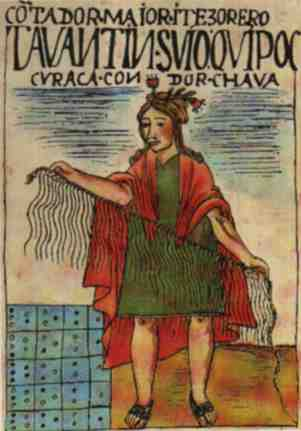
Ilustració de Guamán Poma de Ayala

El quipu més antic trobat fins ara va ser trobat l'any 2005 entre les restes de la ciutat de Caral i data aproximadament de l'any 2500 aC. Se sap també que van ser àmpliament usats pels huari, vuit-cents anys abans que els inques. Els quipus huari no tenien nusos, sinó cordes de colors diferents penjants de la principal en diferents punts.
Van ser utilitzats per l'Imperi Inca per registrar la població de cada un dels grups ètnics que lliuraven la seva força de treball a través de la mita i de la producció emmagatzemada en les qullqa (del quítxua: dipósit o magatzem) per la qual cosa tot dipòsit tenia el seu quipucamayoc resident.
El cronista Pedro Cieza de León assenyala que a cada capital de província hi havia un quipucamayoc encarregat de tots els comptes, fins i tot les relatives als tèxtils. D'acord amb la importància del dipòsit alguns d'aquests comptadors van poder haver pertangut al llinatge de l'inca.
Després de la conquesta espanyola, l'ús dels quipus va ser inicialment incentivat, tant per l'administració colonial com per l'església. El virrei Francisco de Toledo, va incorporar entre 1570 i 1581 el quipu al sistema administratiu del Virregnat. Eren freqüentment utilitzats en el culte catòlic per memoritzar les oracions i per recordar els pecats en la confessió, fins que el 1583 el III Concili de Lima va prohibir el seu ús. Malgrat aquesta prohibició les comunitats van continuar usant quipus. El 1622 el rector d'Andahuaylillas, Juan Pérez Bocanegra va escriure un text sobre el quipu confessional en el seu « Ritual formulario », on descriu com els indígenes anaven a confessar-se amb quipus que registraven els seus pecats. Els quipus van ser usats com a mínim fins a 150 anys després de la conquesta i les proves de carboni 14 han revelat que la majoria dels quipus que es conserven daten de l'època colonial.
Actualment es segueix investigant el significat dels prop de 700 quipus supervivents, incloent els trobats durant el segle XX en tombes, que serveix per ampliar els coneixements sobre l'antic Perú.
Gary Urton va trobar un document que registra els tributs que pagaven els habitants d'una comunitat del Valle del Santa, mentre que al Museu Temple Radicati de la Universitat San Marcos van trobar 6 quipus d'aquesta zona organitzats en 132 reparticions, que coincideixen amb els 132 noms que apareixen en el document. Els investigadors esperen que aquestes troballes donin més llums sobre els codis dels quipus.

### Supressió i destrucció
Amb el temps, els conqueridors espanyols van decidir suprimir l'ús dels quipus. Els conqueridors creien que alguns quipucamayocs eren lleials als seus governants originals en comptes del rei d'Espanya, i que els enviaven missatges secrets. A més, com els conqueridors van aplicar la política de conversió dels indígenes al catolicisme, tot el que representava la religió incaica era considerat idolatria, i van destruir i cremar els quipus per ser coses del dimoni.

## Localització actual delsquipussupervivents

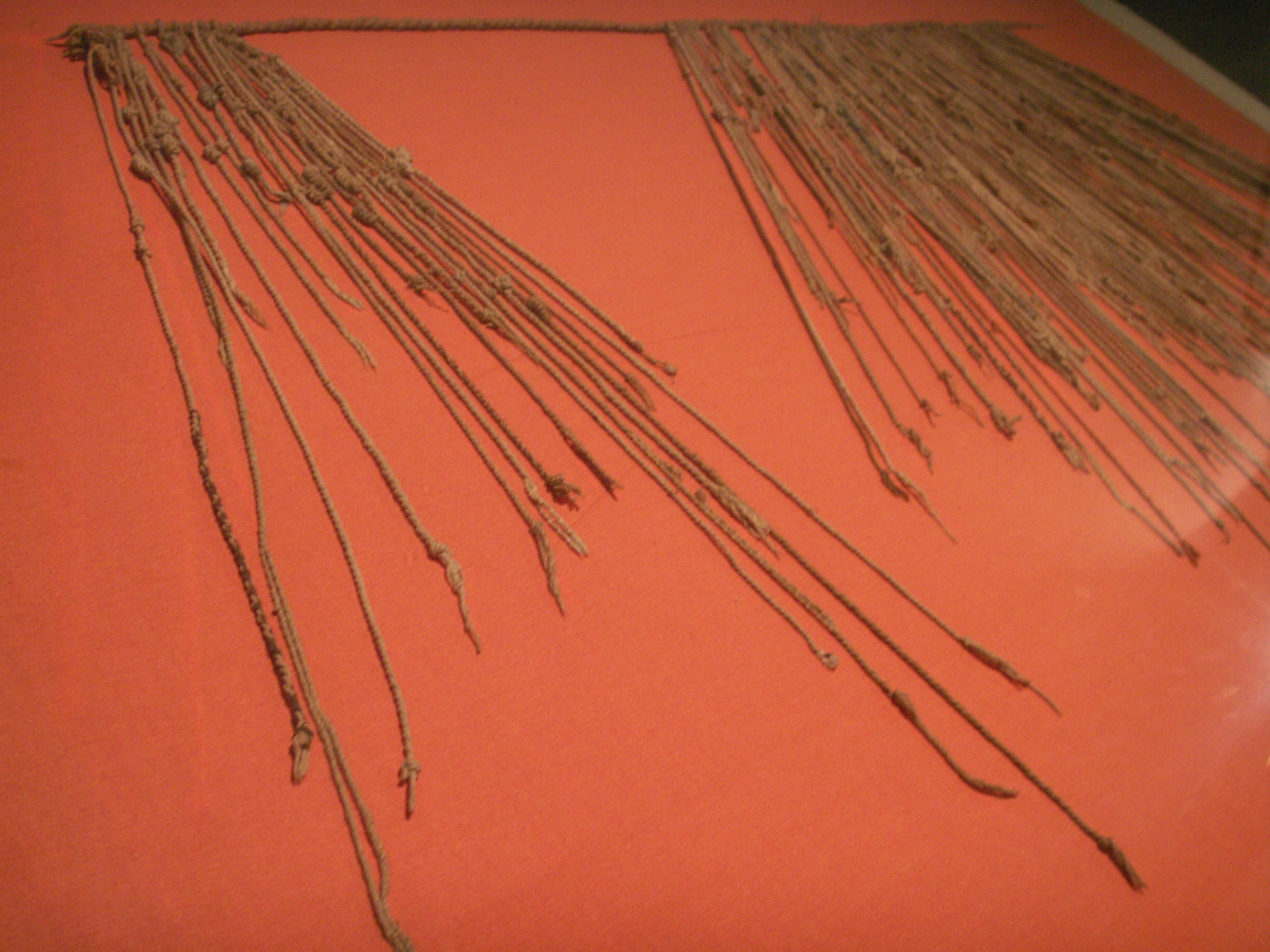
Quipu.

Segons el Quipu Database Project, portat endavant pel professor i arqueòleg de la Universitat Harvard Gary Urton i el seu col·lega Carrie Brezine, han sigut enregistrats 751 quipus i es troben en col·leccions privades i en museus d'Europa, Amèrica del Nord i Amèrica del Sud.
| Museu                                                  | Ubicació           | Quipus |
| ------------------------------------------------------ | ------------------ | ------ |
| Museu Etnològic de Berlín                              | Berlín, Alemanya   | 298    |
| Pachacámac                                             | prop de Lima, Perú | 35     |
| Museo Nacional de Arqueologia, Antropologia e Historia | Lima, Perú         | 35     |
| Centro Mallqui                                         | Leimebamba, Perú   | 32     |
| Museo Temple Radicati                                  | Lima, Perú         | 26     |
| Museo de Ica                                           | Ica, Perú          | 25     |
| Museo Puruchuco                                        | Lima, Perú         | 23     |

La major part dels quipus que es troben en col·leccions privades no han estat comptat en la base de dades, ja que el seu nombre és desconegut. Una prominent col·lecció privada es troba en Rapaz, Perú, i va ser recentment investigada pel professor de la Universitat de Wisconsin-Madison, Frank Salomon. El Departament d'Antropologia i Arqueologia de la Universitat de Califòrnia a Santa Barbara i el Museu Santuarios Andinos d'Arequipa, Perú, també posseeixen un quipu respectivament.